# Saturnina Rodríguez de Zavalía
Saturnina Rodríguez de Zavalía, in religione Caterina di Maria (Córdoba, 27 novembre 1823 – Córdoba, 5 aprile 1896), è stata una religiosa argentina, fondatrice delle Ancelle del Cuore di Gesù. È stata beatificata con l'approvazione di papa Francesco nel 2017.

## Biografia
Perse entrambi i genitori in tenera età.
Pur riluttante all'idea del matrimonio, su consiglio del confessore, sposò il colonnello Manuel Antonio Zavalía: l'unica figlia nata dalla loro unione venne alla luce morta. Restò vedova nel 1865.
Maturò l'idea di dare inizio a una nuova congregazione di suore ma il suo direttore spirituale, il canonico David Luque, cercò di scoraggiarla; ottenne, invece, il sostegno del gesuita José María Bustamante, fondatore delle suore adoratrici.
Con l'aiuto del canonico Luque, ormai convintosi delle buone intenzioni della vedova, il 29 settembre 1872 la Rodríguez de Zavalía fondò l'istituto delle Ancelle del Cuore di Gesù e l'8 dicembre 1875 emise la professione religiosa. Prese il nome di madre Caterina di Maria.

## Culto
Il 4 maggio 2017 papa Francesco ha autorizzato la Congregazione delle cause dei santi a promulgare il decreto che riconosceva l'autenticità di un miracolo attribuito all'intercessione della religiosa, approvandone la beatificazione. Il rito, presieduto dal cardinale Angelo Amato, è stato celebrato a Córdoba il 25 novembre 2017.
È sepolta nella chiesa della casa-madre della sua congregazione.